# Сі Монтгомері
Сі Монтгомері (народилася 7 лютого 1958 року) — американська натуралістка, письменниця і сценаристка, яка створює твори як для дітей, так і для дорослих.

## Біографія

### Раннє життя та освіта
Монтгомері народилася 7 лютого 1958 року у Франкфурті, Німеччина,  у родині Остіна та Вілли Монтгомері. Її батько був бригадним генералом армії США, а мати — пілотом, яка також працювала у Федеральному бюро розслідувань (ФБР).  У дитинстві вона жила у Франкфурті, Брукліні (штат Нью-Йорк), Александрії (штат Вірджинія) та Вестфілді (штат Нью-Джерсі).
Вона закінчила середню школу у Вестфілді  1975 року, а  1979 року здобула вищу освіту в Сірак'юському університеті, де отримала три спеціалізації: журнальна журналістика (від Школи громадських комунікацій С. І. Ньюхауса), французька мова та література, а також психологія (від Коледжу мистецтв і наук).
Сі Монтгомері було присвоєно чотири почесні докторські ступені: почесний доктор гуманітарних наук від Коледжу штату Кін  2004 року, почесний доктор гуманітарних наук від Університету Франкліна Пірса та Університету Південного Нью-Гемпшира  2011 року, а також почесний докторський ступінь від Університету Леслі.

### Кар'єра
Вона є авторкою 38 книг, серед яких — «Душа восьминога: Дивовижне дослідження дива свідомості», що стала фіналістом Національної книжкової премії 2015 року в категорії документальної літератури та потрапила до списку бестселерів The New York Times.Її популярна книга «Добре-добре порося» є міжнародним бестселером — мемуарами про життя з її поросятком,  на ім’я Крістофер Хогвуд.  Серед інших національних бестселерів, що також увійшли до списку The New York Times, — «Про час і черепах», «Як бути доброю істотою: Мемуари про 13 тварин» та «Стати доброю істотою» (книжка з ілюстраціями для дітей). Серед інших помітних творів Сі Монтгомері — «Подорож рожевих дельфінів», «Чарівництво тигра» та «У пошуках золотого місячного ведмедя». Її дитяча книга «У пошуках деревного кенгуру: експедиція до хмарного лісу Нової Гвінеї» була удостоєна премії Orbis Pictus 2007 року та визнана почесною книгою при присудженні медалі Сіберт.. Інша її книга — «Порятунок какапо: порятунок найдивнішого папуги світу» — удостоєна медалі Сіберт  2010 року.
Сі Монтгомері також є лауреаткою премії Асоціації незалежних книготорговців Нової Англії за нехудожню літературу (2009), премії Гільдії дитячих книг за нехудожню літературу (2010), премії Генрі Берга за нехудожню літературу, яку вручає Американське товариство запобігання жорстокому поводженню з тваринами (ASPCA) за гуманну освіту, а також десятків інших нагород.
Для півгодинного документального фільму National Geographic вона написала сценарій і знялася у стрічці «Закляття тигра», створеній за мотивами її однойменної книги. Також для National Geographic вона розробила та написала сценарій до фільму «Мати-ведмедиця», заснованого на історії Бена Кілхема — фахівця, який вирощує та повертає до дикої природи осиротілих американських чорних ведмедів. Цей фільм був відзначений премією Кріса.
У розмові з письменницею Вікі Крок Сі Монтгомері відповіла на запитання про те, чого її навчили тварини не лише в плані природничої історії, а й у сенсі життєвих уроків. Вона сказала: 
«Як бути доброю істотою. Як бути співчутливою?… Я думаю, що тварини навчають співчуття краще за все інше, і співчуття не обов’язково означає просто маленьку мишку з хворою лапкою, яку ви намагаєтеся вилікувати. Це означає зазирнути в розум і серце когось іншого. Побачити чиюсь душу, шукати її правду. Тварини навчають вас усього цього — і саме так ви здобуваєте співчуття та серце».

### Особисте життя
Сі Монтгомері мешкає в Ганкоку, штат Нью-Гемпшир, разом зі своїм чоловіком — письменником Говардом Менсфілдом .    

## Нагороди та почесні відзнаки
- Премія Кука 2024 року за «Книгу черепах» [15].
- Премія Сари Джозефи Хейл 2021 року (авторці з Нової Англії за «видатний доробок у галузі літератури та літератури») [16].
- 2021 рік названо літературним світилом співробітниками Бостонської публічної бібліотеки.
- Стипендія Earthwatch International Travel 2019 для участі в експедиції «Відстеження диких собак».
- Лауреат премії Рівербі Асоціації Джона Берроуза 2019 року за книгу «Чудові міграції: На сафарі з останніми великими стадами африканців».
- Бестселер New York Times 2018 року за книгу «Як бути хорошою істотою».
- Премія Торо 2017 року, присуджена «досвідченому письменнику, який втілює дух Торо» [17].
- Премія Асоціації незалежних книготорговців Нової Англії за категорію нехудожньої літератури за 2016 рік [18].
- Американська асоціація сприяння розвитку науки 2016 року / Subaru SB&F, переможна книга з науки для середніх класів [19].
- Фіналіст Національної книжкової премії 2015 року в категорії документальної літератури за роман «Душа восьминога» [20] [21].
- Асоціація незалежних книготорговців Нової Англії, премія за нехудожню літературу (за досягнення всього життя) [18].
- Премія Генрі Берга ASPCA за нехудожню літературу (за досягнення всього життя).
- Премія Американської асоціації сприяння розвитку науки 2013 року за наукову книгу та фільм у категорії дитячої документальної літератури, Темпл Грандін : Як жінка, яка любила корів, прийняла аутизм і змінила світ.
- Лауреат медалі Сіберта 2011 року за роботу «Порятунок какапо: порятунок найдивнішого папуги у світі [10].
- 2010 Премія The Washington Post / Гільдії дитячої книги за нехудожню літературу [22].

## Вибрані твори

### Для дорослих
- 1991, Допитливий натураліст: Щоденні таємниці природи
- 1995, Пори року дикої природи
- 1995, Заклинання тигра: Людожери з Сандербанів
- 2000, Подорож рожевих дельфінів: Пригоди Амазонки
- 2000, Прогулянка з великими мавпами
- 2002, Дика природа за твоїм вікном
- 2002, Пошуки Золотого Місячного Ведмедя: Наука та пригоди у гонитві за новим видом
- 2006, Хороша добра свиня: Надзвичайне життя Крістофера Хогвуда
- 2010, Орнітологія
- 2015, Душа восьминога: Дивовижне дослідження дива свідомості
- 2018, «Як бути доброю істотою: мемуари про тринадцять тварин», ілюстрації Ребекки Грін (бестселер New York Times) [23] [24]
- 2021, Дар колібрі: Диво, краса та оновлення на крилах
- 2022, Шлях яструба: Зустрічі з лютою красою
- 2023, Про час і черепах: Виправлення світу, Shell від Shattered Shell
- 2024, Таємниці восьминога [25]
- 2024, Що знає курка [26]

### Для дітей
- 1999, «Вчений-змія»
- 2001, «Тигри-людожери Сундарбану»
- 2002, Енкантадо: Рожевий дельфін Амазонки
- 2004, Вчений-тарантул
- 2006, У пошуках деревного кенгуру : експедиція до Хмарного лісу Нової Гвінеї
- 2009, Порятунок гірського привида: експедиція серед снігових барсів у Монголії
- 2010, Порятунок Какапо : Порятунок найдивнішого папуги у світі
- 2012, Темпл Грандін: Як дівчина, яка любила корів, прийняла аутизм і змінила світ
- 2013, Сніжок, танцюючий какаду
- 2013, Вчений-тапір: порятунок найбільшого ссавця Південної Америки
- 2014, Погоня за гепардами: Гонка за порятунком найшвидшого кота Африки
- 2015, Вчені-восьминоги: дослідження розуму молюска
- 2016, Вчений, що вивчає велику білу акулу
- 2017, Пригоди на Амазонці
- 2018, Вчений-гієна
- 2018, Дивовижна втеча Інкі: Як дуже розумний восьминіг знайшов дорогу додому
- 2019, Велична міграція: На сафарі з останніми великими стадами Африки
- 2020, Стати доброю істотою
- 2020, Повернення Кондора
- 2022, Чайка та морський капітан
- 2024, Хоробре пташеня колібрі [27]